# Cyaniris fergana
Cyaniris fergana är en fjärilsart som beskrevs av Tutt 1909. Cyaniris fergana ingår i släktet Cyaniris och familjen juvelvingar. Inga underarter finns listade i Catalogue of Life.